# 鈴木弘樹
鈴木 弘樹（すずき ひろき、1964年 - ）は、日本の小説家。静岡県生まれ。

## 経歴
中学卒業後、風俗雑誌編集など様々な職を経験したのち、2001年「グラウンド」で第33回新潮新人賞を受賞し作家デビュー。
2001年、同作は第126回芥川賞の候補となる。同作は2002年に単行本化された時に『よしわら』と改題。

## 作品

### 単行本
- 『よしわら』（2002年4月 新潮社）